# Hans Bihl
Hans Bihl (* 16. Februar 1908 in Aalen; † 1944) war ein deutscher Rechtswissenschaftler und Bibliothekar.

## Leben
Hans Bihl legte 1926 seine Reifeprüfung am Reformrealgymnasium in Aalen ab. Anschließend studierte er neun Semester Rechtswissenschaft an der Eberhard-Karls-Universität Tübingen sowie an den Universitäten Hamburg und Berlin. Seit 1926 war er Mitglied der Studentenverbindung Tübinger Königsgesellschaft Roigel (1933–1935 Tübinger Burschenschaft Roigel). Nach dem ersten juristischen Staatsexamen im Herbst 1930 promovierte er 1931 in Tübingen bei Carl Sartorius. Von 1931 bis 1933 absolvierte er als Bibliotheksreferendar die Ausbildung für den höheren Bibliotheksdienst an der Universitätsbibliothek Tübingen. Dort war er bis 1938 als wissenschaftlicher Bibliothekar tätig, bevor er 1938 nach Berlin an die Bibliothek des Auswärtigen Amtes wechselte. Während des Zweiten Weltkriegs war er Soldat und wurde 1944 in Russland vermisst. 
Hans Bihl war mit der Romanistin und Bibliothekarin Liselotte Bihl geb. Häge verheiratet, die ebenfalls an der Universitätsbibliothek Tübingen tätig war.

## Veröffentlichungen
- Neue Organisationsformen im Verwaltungsrecht. Gatzer & Hahn, Schramberg 1932 (Dissertation Universität Tübingen).
- Dissertationen in Zeitschriften und Reihen. In: Zentralblatt für Bibliothekswesen, Bd. 52 (1935), S. 248ff.
- Der 33. Deutsche Bibliothekartag in Köln vom 18.–22. Mai 1937. In: Zentralblatt für Bibliothekswesen, Bd. 54 (1937), S. 345–349.
- Verzeichnis der Schriften Karl Bohnenbergers. In: Hans Bihl (Hrsg.): Beiträge zur Geschichte, Literatur und Sprachkunde vornehmlich Württembergs. [Festgabe für Karl Bohnenberger, Tübingen; zum 75. Geburtstag, 26. August 1938; dargebracht von Freunden, Kollegen und Schülern]. Mohr, Tübingen 1938, S. 376ff.